# Cité Mondiale

A World Center di Hendrik Christian Andersen

La Cité Mondiale (tradotto dal francese, letteralmente, "città mondiale") è un progetto irrealizzato, concepito da Paul Otlet a partire dal 1910, il cui obiettivo era favorire l'armonia universale promuovendo il progresso sociale. Per concepire la sua "città mondiale", Paul Otlet chiese aiuto a Le Corbusier e allo scultore e architetto Hendrik Christian Andersen.

## Storia
L'idea utopica della creazione di una città mondiale viene dalla volontà di riunire i popoli del mondo intero per indurli a comunicare tra di loro e a condividere il sapere verso l'ideale della pace universale. Il concetto di una città ideale che riunisse i popoli nacque nello spirito di Paul Otlet e di Henri La Fontaine dal 1910. I due trovarono in Hendrik Christian Andersen e Ernest Haebrard i primi artigiani capaci di realizzare il loro progetto. La città, nelle intenzioni dei suoi ideatori, avrebbe dovuto essere capace di accogliere un milione di abitanti. Una città della conoscenza aperta da una porta di ingresso marcata da due colossi. Un centro del sapere, un centro dedicato all'arte e un centro olimpico, avrebbero dovute essere realizzati in quella che si sarebbe dovuta chiamare l'Avenue des Nations.
Nel 1920, Paul Otlet modificò le sue idee per questa città mondiale e Andersen non aderì più al progetto cui lavorarono gli architetti Victor Bourgeois e Stanislas Jasinski. Nonostante l'appoggio di numerosi sostenitori, tra cui anche politici, questo progetto ideale non vide mai la luce.
Paul Otlet sperava di far finanziare la città mondiale dal Governo ma contemporaneamente di dotarla di uno statuto di extra-territorialità.
I piani sono stati realizzati ispirando vari insediamenti a Bruxelles, Anversa, Ginevra (accanto alla Società delle Nazioni), Parigi e perfino negli Stati Uniti. Paul Otlet adatta il progetto ad ogni nuova situazione geografica e governativa per aumentare le sue possibilità di realizzazione.